# Lisbela e o Prisioneiro (livro)
Lisbela e o Prisioneiro é um livro (peça de teatro) escrita por Osman Lins, lançado pela Editora Scipione, em 1964, no Brasil. Seu gênero comédia romantica e seu ilustrador é Mário Jorge Mattos. Os ideais apresentados nesse livro consistem em rebeldia contra o autoritarismo presente nas regiões do interior nordestino. A história se passa no século XX em Pernambuco.

## Resumo
A história, em sua maioria, se passa em uma prisão no interior de Pernambuco, na qual Leléu está preso por desonrar uma jovem moça. Ele é um conquistador muito esperto e consegue escapar da prisão mais uma vez. Tenente Guedes fica atordoado com a rebeldia de Leléu e mais ainda porque em poucos dias sua querida filha Lisbela se casará com Dr. Noêmio. Após Leléu ser recapturado, Lisbela vai até a cadeia falar com seu pai, que está conversando com alguns prisioneiros, inclusive Leléu. A partir de uma troca de olhares entre ambos, foi amor a primeira vista.
O casamento de Dr. Noêmio e a filha do Tenente Guedes está prestes a acontecer, mas Lisbela alimenta um forte sentimento pelo prisioneiro. Ela pede ao pai que o deixe livre, no entanto, ele nega. Leléu, completamente apaixonado por ela, como nunca esteve por alguém antes, começa a elaborar um novo plano de fuga para poder estar com Lisbela.
Um dia, quando menos se espera, Frederico Evandro, irmão de Inaura, uma das moças nas quais Leléu desonrou ao ter relações, aparece na prisão ameaçando o prisioneiro de morte. Sabendo disso, Lisbela pede para seu pai garantir a segurança de seu amado mudando-o de cadeia, porém o Tenente rejeita. Com a ameça de morte, Leléu intensifica seu plano de fuga e, assim, tem a ideia de pedir uma corda para Lisbela. A pedido de Leléu, Lisbela vai até o pai e diz que Leléu precisa da corda para praticar acrobacias para quando voltar para o circo no qual trabalhava estar preparado. Então sem suspeitar da filha, ele entrega a corda na cela.
O cabo destacamento, Heliodoro, vai criando uma certa amizade com Leléu ao passar dos dias. Assim o cabo revela um segredo: é casado, mas trai a esposa e faria de tudo para casar com a amante, só que a mãe dela só aceita o casamento se for realizado por um frade. Então, Leléu promete arranjar um frade para casar Heliodoro com a amante, por três mil cruzeiros e a visita de Lisbela em horários que o Tenente e os soldados não estejam lá. O cabo aceita, então Leléu pede para que Lapiau, seu amigo do circo, se vista de frade para realizar o casamento de Heliodoro.
No dia do casamento entre Dr. Noêmio e Lisbela, ela se veste de homem e desaparece da festa para se encontrar com Leléu. Desesperado, Noêmio sai a procura de sua recém-esposa e se depara com o Tenente Guedes atrás dos presos Paraíba, Testa-Seca e Leléu. Algum tempo depois, Lisbela aparece implorando ao pai que deixe a fugir com o prisioneiro porque é feliz com ele. Em seguida, dois dos fugitivos são capturados, mas nada de Leléu. Porém, para surpresa de todos, Leléu se entrega, pois diz que não pode viver sem seu grande amor.
Contudo, Frederico chegou ao local com a promessa de matar Leléu. Lisbela sai correndo pela prisão, sem falar nada. Frederico aponta uma arma para Leléu e é ouvido o som estonteante do tiro. Frederico é encontrado morto, pois Lisbela lhe atirou com uma arma que encontrou, levando-o à morte. Mais tarde é revelado que este teria morrido de susto e não havia sido realmente baleado, já que as balas da arma de Lisbela eram de festim.
O Tenente Guedes, perplexo e com medo de sua filha ser presa por ter causado a morte de Frederico Evandro, acaba por deixá-la fugir com Leléu.

## Personagens
- Frederico Evandro - é um matador de sangue frio, nascido em Alagoas. Parece ser velho, ''corajoso'', baixinho e sem os estudos completos.
- Leléu - um conquistador como um "Don Juan Nordestino".Trabalhava no circo, até que um dia foi preso, por desonrar uma moça virgem. Mais tarde conhece Lisbela, moça de casamento marcado com Dr. Noêmio, e se apaixona a primeira vista por ela. É um rapaz extrovertido, muito corajoso, respondão, entre outras coisas.
- Testa-seca - preso.
- Paraíba - preso.
- Jaborandi - é um praça, divide seu tempo entre tocar silêncio na cadeia e assistir a seriados.
- Juvenal - soldado.
- Citonho - velho carcereiro, no qual acusam estar caduco, mas na verdade é o mais inteligente.
- Dr. Noêmio - é um advogado vegetariano que está de casamento marcado com Lisbela, ele sempre a leva para ver os seriados americanos do cinema.
- Lisbela - moça filha do tenente, está noiva de Dr. Noêmio, advogado. Porém Lisbela não o ama, e está apaixonada por Leléu, então começam a viver uma história de amor.
- Inaura - irmã do matador Frederico Evandro. Apenas mais uma das jovens seduzidas pelo 'Don Juan' Leléu.
- Heliodoro - policial casado, apaixonado por uma jovem moça, na qual deseja se casar e para isso pede ajuda a Leléu para arranjar um frade que aceite fazer um casamento. Em troca disso, o policial permite que Lisbela visite Leléu durante a madrugada e acaba colaborando na fuga de Leléu.
- Lapiau - amigo de circo de Leléu, que se faz de frade para casar Heliodoro.
- Tenente Guedes - Tenente autoritário, viúvo e pai de Lisbela.

## Adaptações
Televisão
Em 1994, a obra foi adaptada por Guel Arraes para ser exibida na televisão, como um episódio do programa Caso Especial. A adaptação, no entanto, contava com algumas modificações e não seguia totalmente o livro, já que Frederico é marido de Inaura, que no livro é sua irmã. No livro, Lisbela mata Frederico de susto com uma bala de festim, e na adaptação quem mata Frederico é Inaura, com uma bala de verdade. Na adaptação, Lisbela casa-se com Douglas, um sujeito rico metido a carioca. Já no livro, ela está prometida ao Dr. Noêmio um advogado rico, mas nunca chega a casa-se com ele. No elenco do episódio, estavam Diogo Vilela (Leléu), Giulia Gam (Lisbela), Edson Celulari (Douglas), Cláudia Raia (Inaura), Pedro Paulo Rangel (Cabo Citonho), Francisco Milani (Tenente Guedes) e Marco Nanini (Frederico Evandro).
Teatro e cinema
Em 2001, Guel Arraes tinha planos de levar a obra novamente para a televisão, desta vez em formato de minissérie. A ideia não foi pra frente, fazendo-o levar Lisbela para o teatro. A montagem fez sucesso em várias regiões do país. No elenco, destacaram-se André Mattos como Tenente Guedes e Tadeu Mello como o Cabo Citonho. O sucesso da peça fez Arraes transpor a história para o cinema; as mesmas mudanças e modificações do especial de 1994 foram mantidas no longa, assim como Marco Nanini retornando como o vilão Frederico Evandro; Mattos e Mello voltaram a interpretar os respectivos papéis da peça. O filme foi estrelado por Selton Mello (Leléu) e Débora Falabella (Lisbela). Virgínia Cavendish, que interpretou Lisbela no teatro, interpreta a sedutora Inaura no filme.